# داگ استنهوپ
داگ استنهوپ (انگلیسی: Doug Stanhope؛ زادهٔ ۲۵ مارس ۱۹۶۷) یک کمدین و بازیگر اهل ایالات متحده آمریکا است. او همچین به خاطر شیوه کمدی بدبینانه و جنجال‌برانگیز خود شناخته می‌شود.
او در فیلم مشت‌زدن به هنری بازی کرده است.